# جیمز کومر
جیمز کومر (انگلیسی: James Comer؛ زادهٔ ۱۹ اوت ۱۹۷۲) سیاست‌مدار آمریکایی و عضو حزب جمهوری‌خواه است که هم‌اکنون نمایندگی حوزه انتخابیه اول کنتاکی در مجلس نمایندگان آمریکا را بر عهده دارد. او از ۲۰۱۲ تا ۲۰۱۶ به عنوان کمیسیونر کشاورزی کنتاکی فعالیت کرد. او پیشتر از ۲۰۱۰ تا ۲۰۱۲ عضو مجلس نمایندگان کنتاکی بود. از ۲۰۱۱ تا ۲۰۱۵ او تنها جمهوریخواه دارندهٔ یک منصب انتخابی در سطح ایالت غیر فدرال بود.
کومر در سال ۲۰۱۵ برای کسب نامزدی حزب جمهوریخواه برای فرمانداری کنتاکی رقابت کرد که شکست خورد. سپس در سال ۲۰۱۶ او موفق شد نامزدی این حزب را برای نمایندگی حوزه انتخابیه یکم کنتاکی  را به منظور جانشینی اد وایتفیلد دیگر عضو حزب جمهوریخواه به دست آورد. در ۸ نوامبر آن سال او با پیروزی در انتخابات اضطراری و سراسری به نمایندگی مجلس برگزیده شد.